# Актас (Акмолинская область)
Актас (каз. Ақтас, до 2004 г. — Трудовое) — село в Енбекшильдерском районе Акмолинской области Казахстана. Входит в состав Енбекшильдерского сельского округа. Код КАТО — 114537800.

## География
Село расположено в центральной части района, на расстоянии примерно 49 километров (по прямой) к востоку от административного центра района — города Степняк, в 1 километре к северу от административного центра сельского округа — села Енбекшильдерское.
Абсолютная высота — 241 метров над уровнем моря.
Ближайшие населённые пункты: село Енбекшильдерское — на юге, село Алга — на востоке.
Близ села проходит железная дорога «Заозёрное — Аксу», имеется станция Енбекшильдер к северу.

## Население
В 1989 году население села составляло 811 человек (из них казахи — 61 %).
В 1999 году население села составляло 555 человек (304 мужчины и 251 женщина). По данным переписи 2009 года, в селе проживали 444 человека (220 мужчин и 224 женщины).
| Численность населения | Численность населения | Численность населения |
| 1989                  | 1999                  | 2009                  |
| --------------------- | --------------------- | --------------------- |
| 811                   | ↘555                  | ↘444                  |

## Улицы[6]
- ул. Биржан сала
- ул. Болашак
- ул. Достык
- ул. Коктем
- ул. Темир жол
- ул. Элеватор